# Köldökpajzs
Névváltozatok:
de: Nabelschild, cs: pupeční štítek

Rövidítések:

Köldökpajzs

A köldökpajzs a pajzs köldökhelyén (de: Nabelstelle, Nabel), azaz a pajzstalp közepén elhelyezkedő kisméretű pajzs. 
A köldökhely pajzsnak az a része, amelyen több kispajzs elhelyezésekor a köldöksoron elhelyezkedő, tehát a boglárpajzs alatti pajzs látható. A köldökpajzs mindig a középpajzsnak vagy a boglárpajzsnak alárendelt címert tartalmazza. A  boglárpajzs fölötti pajzs, a díszhelyen látható díszpajzs szintén előnyt élvez a köldökpajzzsal szemben, úgy a címerleírásban, mint előkelőségben.

## Kapcsolódó szócikk
- Pajzs (heraldika)